# Kaňovice
Kaňovice (deutsch Kaniowitz, älter Kanowitz, polnisch Kaniowice) ist eine Gemeinde in Tschechien. Sie liegt sieben Kilometer nördlich des Stadtzentrums von Frýdek-Místek und gehört zum Okres Frýdek-Místek.

## Geographie
Kaňovice befindet sich am Oberlauf des Baches Dolní Datyňka in der Hügellandschaft des nördlichen Beskidenvorlandes. Östlich liegt das Tal der Lučina mit der Talsperre Žermanice. Westlich entspringt die Horní Datyňka.
Nachbarorte sind Václavovice im Norden, Amerika und Dolní Datyně im Nordosten, Závrší, Špluchov und Žermanice im Osten, Velicesta im Südosten, Bruzovičky und Bruzovice im Süden, Kouty, Mlzáky und Sedliště im Südwesten, Řepiště im Westen sowie Rakovec und Vratimov im Nordwesten.

## Geschichte
Das zur Herrschaft Friedeck gehörige Dorf wurde am 29. Oktober 1613 unter Johann von Würben und Freudenthal durch den herrschaftlichen Beamten Káňov angelegt. 1636 waren im Urbar für das Dorf 22 Anwesen, eine Mühle und ein Fischteich ausgewiesen. Pfarr- und Schulort war Bruzovice.
Zwischen 1839 und 1840 erhielt das Dorf mit dem Bau der Straße von Šenov nach Frýdek die erste Straßenverbindung.
Ab 1850 bildete Kaniowitz/Kaňovice eine Gemeinde im Bezirk Teschen.
1853 wurden die Kinder nach Sedliště umgeschult, da nach Bruzovice nur Feldwege führten. In den Jahren 1873–1874 wurde in Kaňovice ein eigenes Schulhaus errichtet.
Ab 1908 gehörte der Ort zum Bezirk Friedeck. 1924 entstand die Brücke über die Dolní Datyňka. Nach dem Zweiten Weltkrieg wurde Kaňovice dem Okres Místek zugeordnet und kam 1961 nach dessen Auflösung zum Okres Frýdek-Místek.

## Gemeindegliederung
Für die Gemeinde Kaňovice sind keine Ortsteile ausgewiesen. Zu Kaňovice gehört die Ansiedlung Závrší.

## Sehenswürdigkeiten
- Kapelle der Hl. Hedwig in Kaňovice, errichtet 1864
- Kapelle in Závrší